# 임정 (여말선초)
임정(林整, 1356년 ∼ 1413년)은 고려 말 조선 초의 문신이다. 본관은 평택(平澤). 자는 운봉(雲峰), 호는 보덕(輔德)이다. 도필(刀筆) 출신으로 벼슬이 형조 판서에 이르렀다. 시호는 공혜(恭惠)이다.

## 생애
도필(刀筆)로부터 일어나 가는 곳마다 명성(名聲)과 업적(業績)이 있어서 아전과 백성들이 기뻐하며 따랐다. 사람됨이 순하고 조심하며 충직하고 후하였다.
도평의녹사(都評議錄事) 출신으로 경상도·풍해도 관찰사를 역임하고, 1401년(태종 1) 총제(摠制)로서 충청·경상·전라도의 조운체찰사(漕運體察使)가 되어 쌀과 콩 10만 2,314석을 조운(漕運)한 공으로 왕으로부터 말 한필을 하사받았다.
1403년 동북면 도순문사(東北面都巡問使) 겸 병마도절제사(兵馬都節制使)가 되었고, 1404년 중군 도총제(中軍都摠制)로서 명나라에 가서, 10처 인민(十處人民)을 본국에 환속(還屬)한 것에 대하여 사례하였다.
1407년 전라도 도절제사(全羅道都節制使)를 거쳐 형조판서(刑曹判書)에 올랐다.
1408년 동북면 도순문찰리사(東北面都巡問察理使) 겸 영흥부윤(永興府尹)이 되었다가 1410년 다시 형조판서가 되어 1411년 명나라에 하정사(賀正使)로 다녀왔다.
1411년 서북면 도순문사(西北面都巡問使)가 되었다가 1413년 졸(卒)하니 나이 58세이었다. 시호(諡號)는 공혜(恭惠)이다.

## 가족
- 아들 : 임인산(林仁山)
- 아들 : 임명산(林命山)